# Taškent

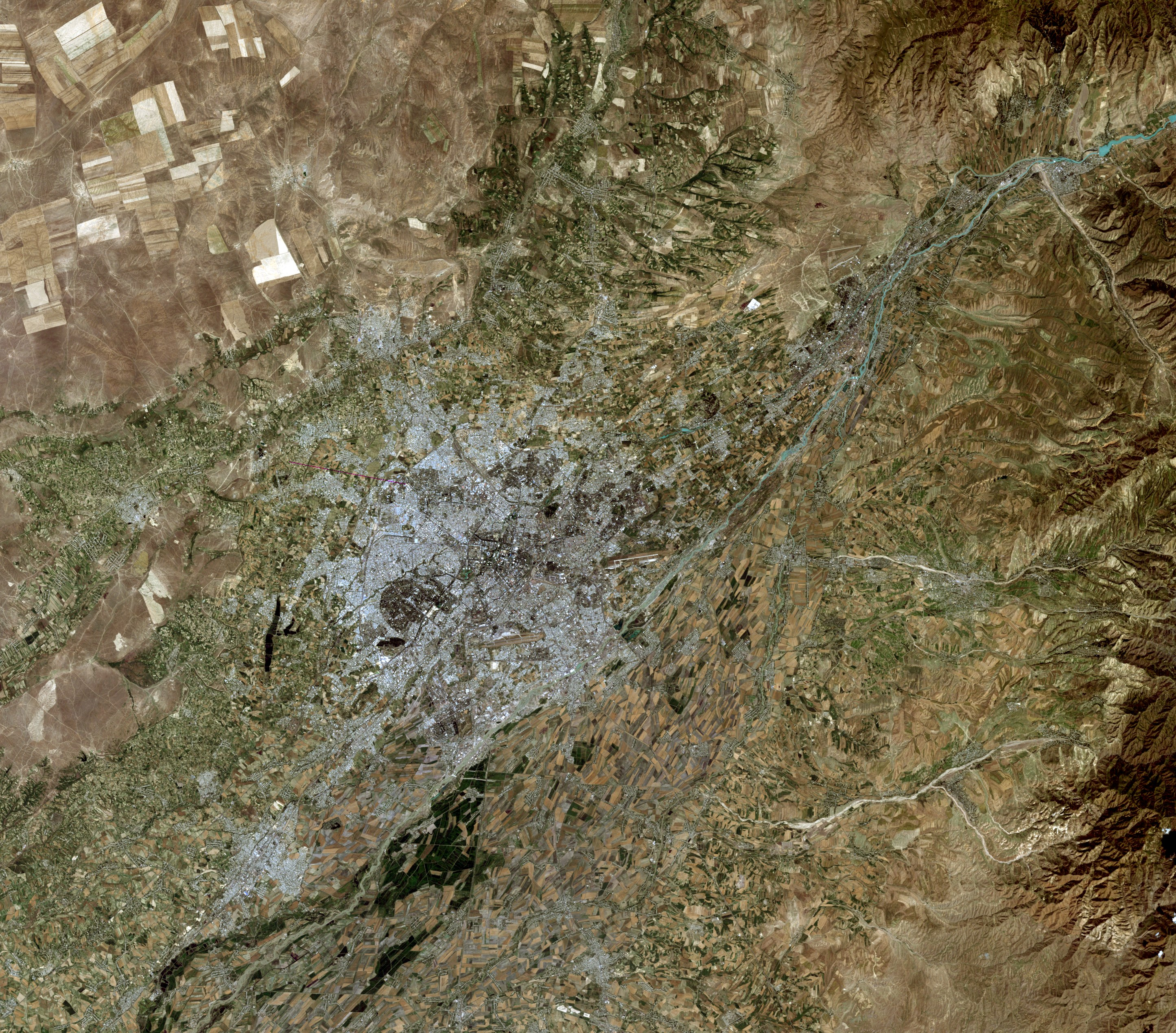
Taškent z vesmíru

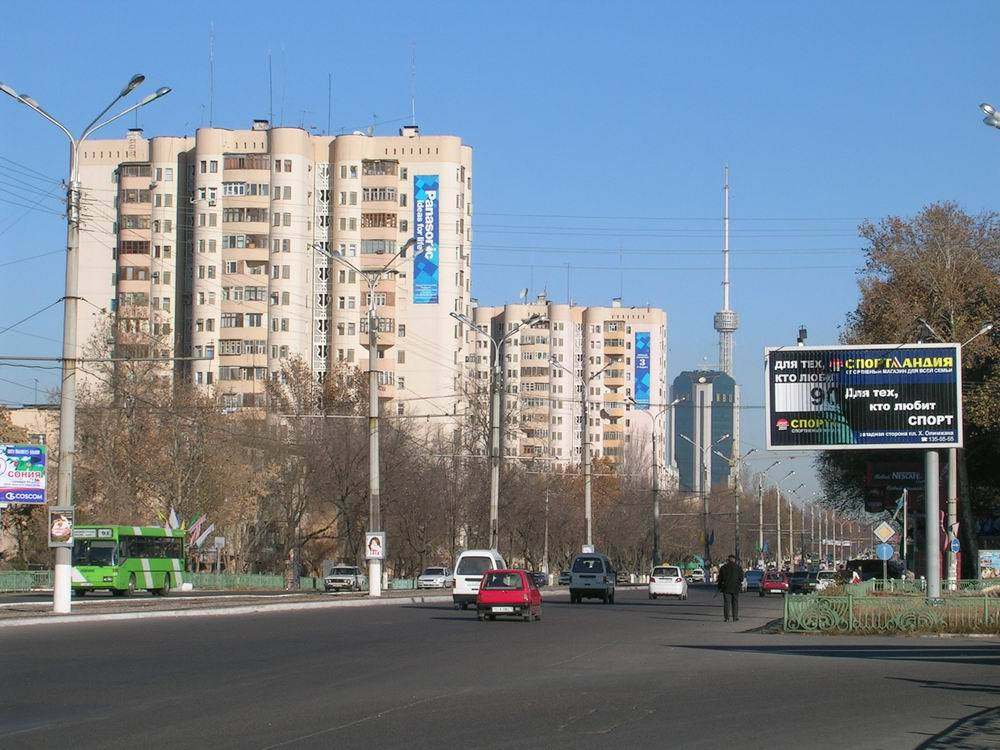
Ulice v Taškentu

Taškent (uzbecky Toshkent, v cyrilici Тошкент, rusky Ташкент) je hlavní a nejlidnatější město Uzbekistánu. Podle odhadů magistrátu hlavního města Taškentu činil počet obyvatel Taškentu k 1. říjnu 2022 celkem 2 934 100 obyvatel.
V Taškentu sídlí velvyslanectví České republiky, které má diplomatickou i konzulární působnost pro Uzbekistán, Tádžikistán a Turkmenistán. Nachází se ve 3. ulici Navnihol v Mirzo-ulugbekském rajonu. V areálu velvyslanectví je i bytový dům postavený v době od října 2001 do června 2002 českou firmou Sprint Zlín.

## Historie
V oblasti dnešní uzbecké metropole existovalo souvislé osídlení již v dobách před naším letopočtem. Tehdy neslo název Šaš. V 8. století jej dobyli Arabové, o další století později pak zničily výpady Čingischána a kočovníků. Byl znovu vybudován, avšak ne na ruinách města starého, ale severozápadním směrem od něj.
Taškent se stal součástí mnoha říší, několikrát byl i zbořen. Další obnova následovala za Tamerlánovy vlády ve 14. století. Od počátku století šestnáctého připadl uzbeckému státu Šajbánovců, v 2. polovině téhož století pak Bucharskému chanátu. V polovině 19. století se zde opět změnili vládci; Taškent nyní spadal pod Kokandský chanát. Tato vláda však nebyla příliš oblíbená, Taškenťané se proti ní několikrát vzbouřili.
Významným zlomem v historii města se stala nadvláda Ruské říše, která začala roku 1865 a určila budoucí osud dějin města. Taškent byl stanoven za centrum Turkestánské gubernie, začal se rozvíjet jako moderní město. Středověké hradby se odstranily na přelomu 80. a 90. let 19. století. Od roku 1899 tu existuje železniční spojení s Kaspickým mořem, o dalších šest let později se zprovoznila trať do Orenburgu. 11. listopadu 1917 zde došlo k vyhlášení sovětské moci, ne však pokojnou cestou (při nepokojích byla zničena velká část historického města). Od dubna 1918 nahradila Turkestánskou gubernii Turkestánská ASSR, jež se později začlenila do nově vzniklého SSSR. Roku 1930 se pak Taškent stal její metropolí, vystřídal předchozí Samarkand. Ve 20. a 30. letech začala industrializace, Taškent ale nejvíce vydělal na přesouvání průmyslu na jihovýchod a východ SSSR v časech druhé světové války. S novými továrnami sem začali ale přicházet i Rusové.
Dne 26. dubna 1966 bylo město zničeno silným zemětřesením o síle 7 stupňů Richterovy stupnice. Okolo 300 000 lidí zůstalo bez domova. Přestavba znamenala celkovou změnu urbanistického plánu města – vznikly široké bulváry a velké domy (např. Hotel Uzbekiston), typické pro tehdejší SSSR. Velkou změnou v dopravě se roku 1977 stalo otevření metra, roku 1985 pak vznikla moderní dominanta města – 375 m vysoká televizní věž.
Po roce 1991 se stal Taškent metropolí nezávislého Uzbekistánu, masivní výstavba (metro, továrny, sídliště) byla zastavena. 16. února 1999 se město stalo dějištěm teroristických útoků. 
Nedaleko centra se nachází mezinárodní taškentské letiště.
Nezbytným doplňkem města je rozlehlá tržnice, za medresou, uprostřed starých "kuželových" hrobek a secesních staveb z dob carského Ruska.
Po nástupu současného prezidenta Shavkata Mirziyoyeva k moci na konci roku 2016 se Taškent začal intenzivně rozvíjet. Novým centrem města se stává tzv. Tashkent City s několika výškovými budovami a rozlehlým parkem.

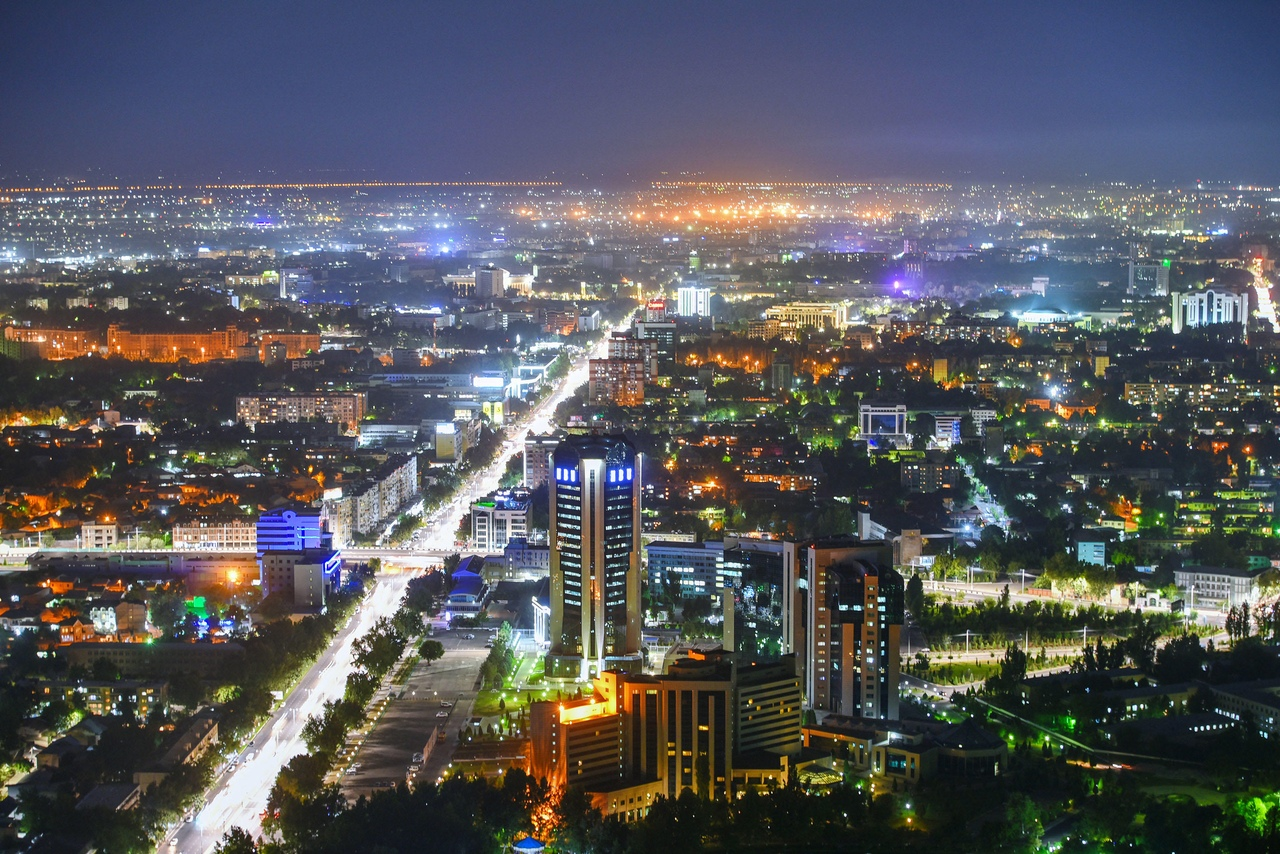
Panorama Taškentu 2019
Humo Arena
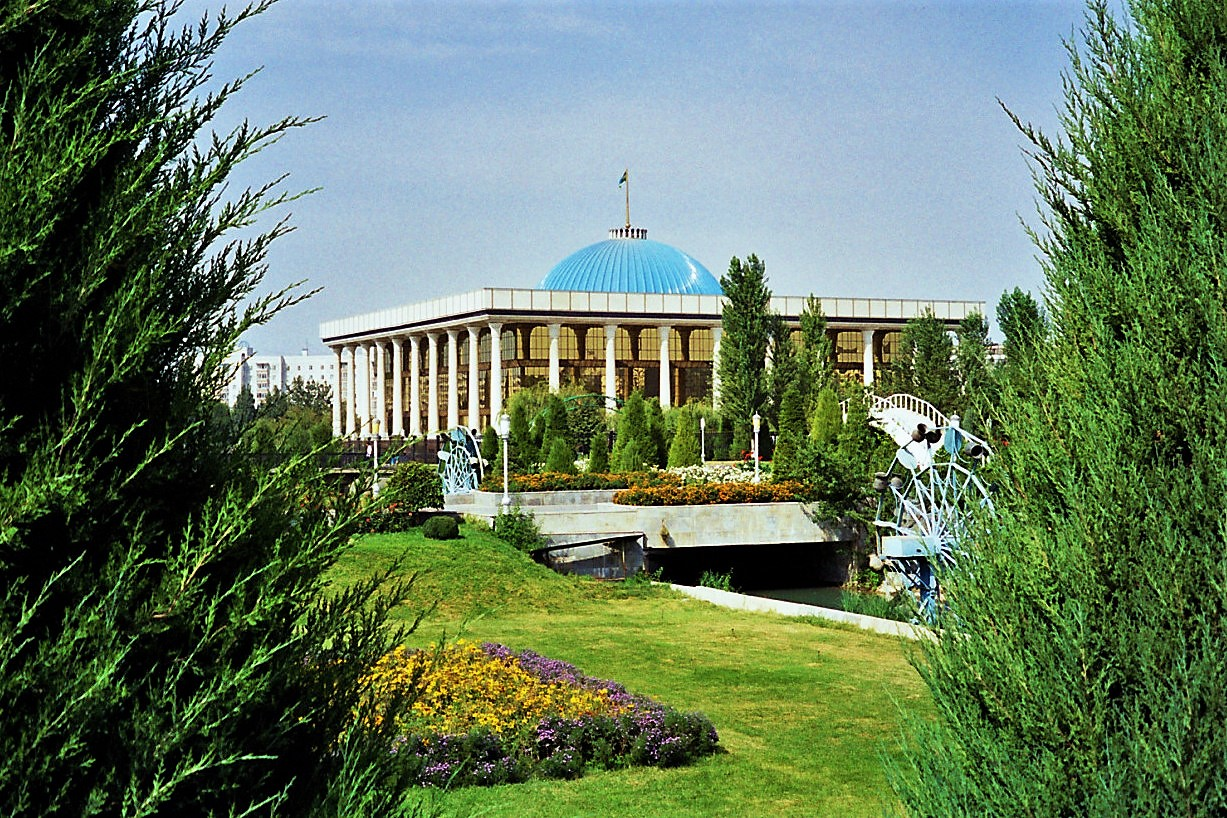
Parlament
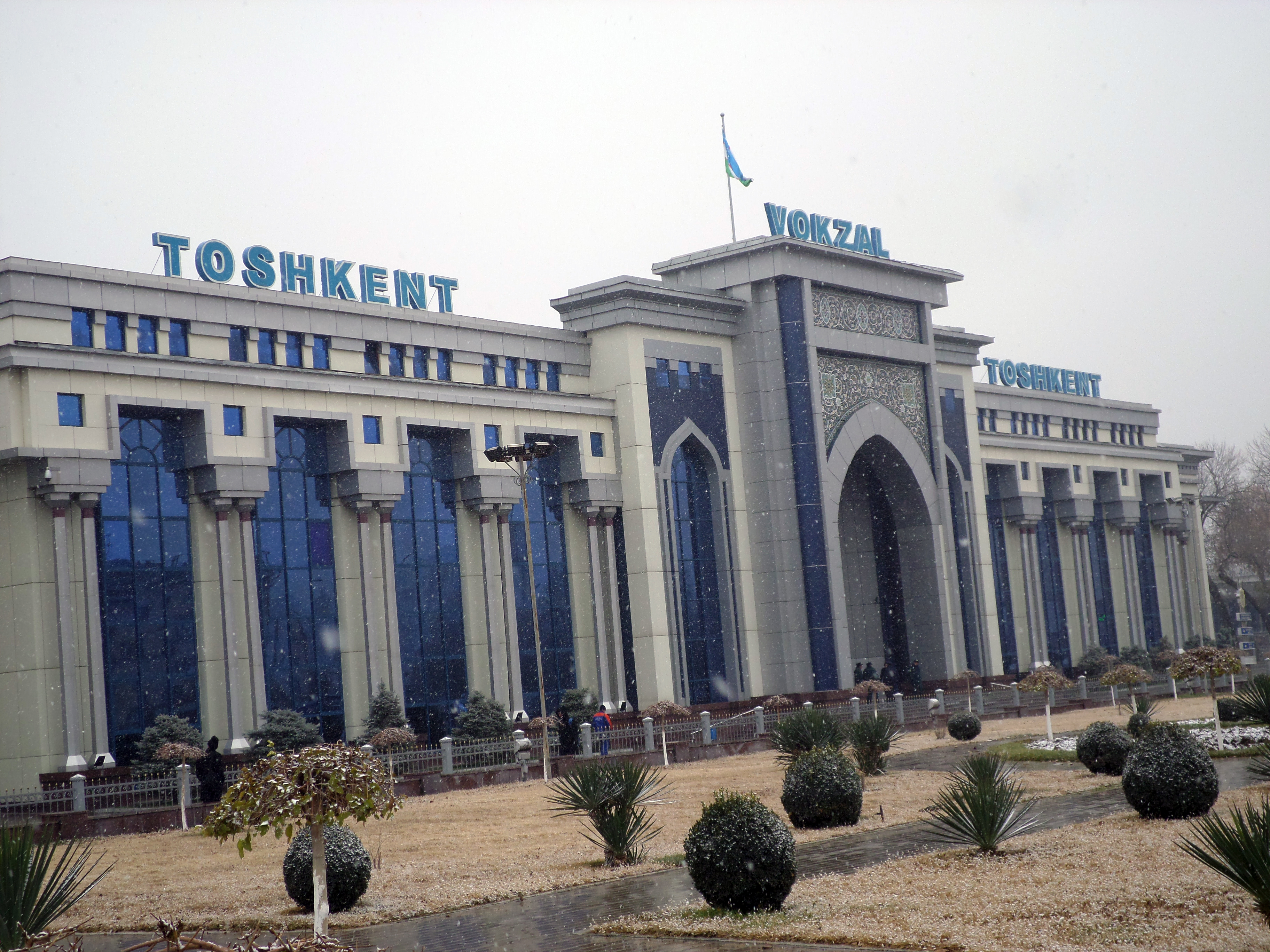
Nádraží
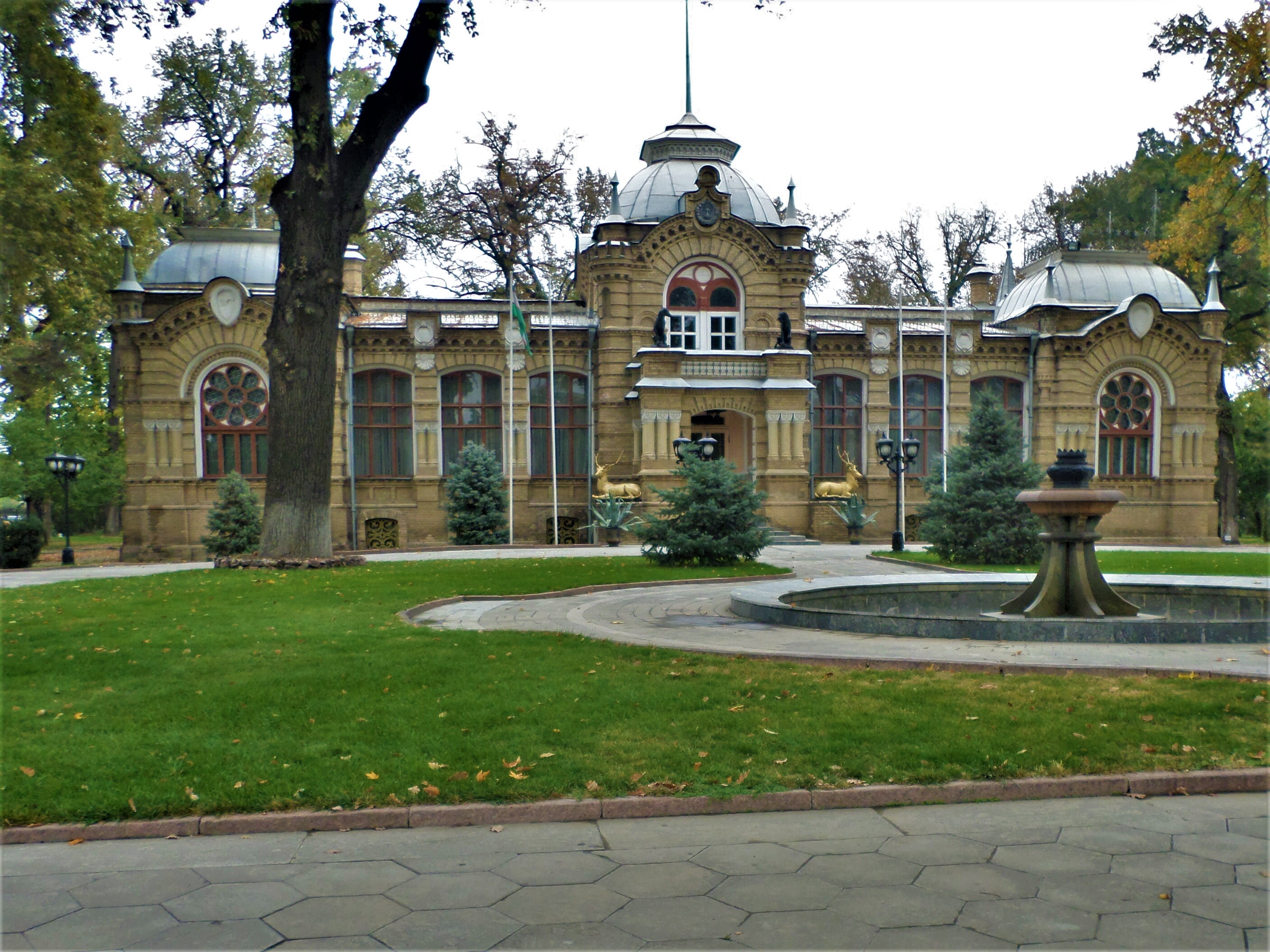
Mikulášský palác
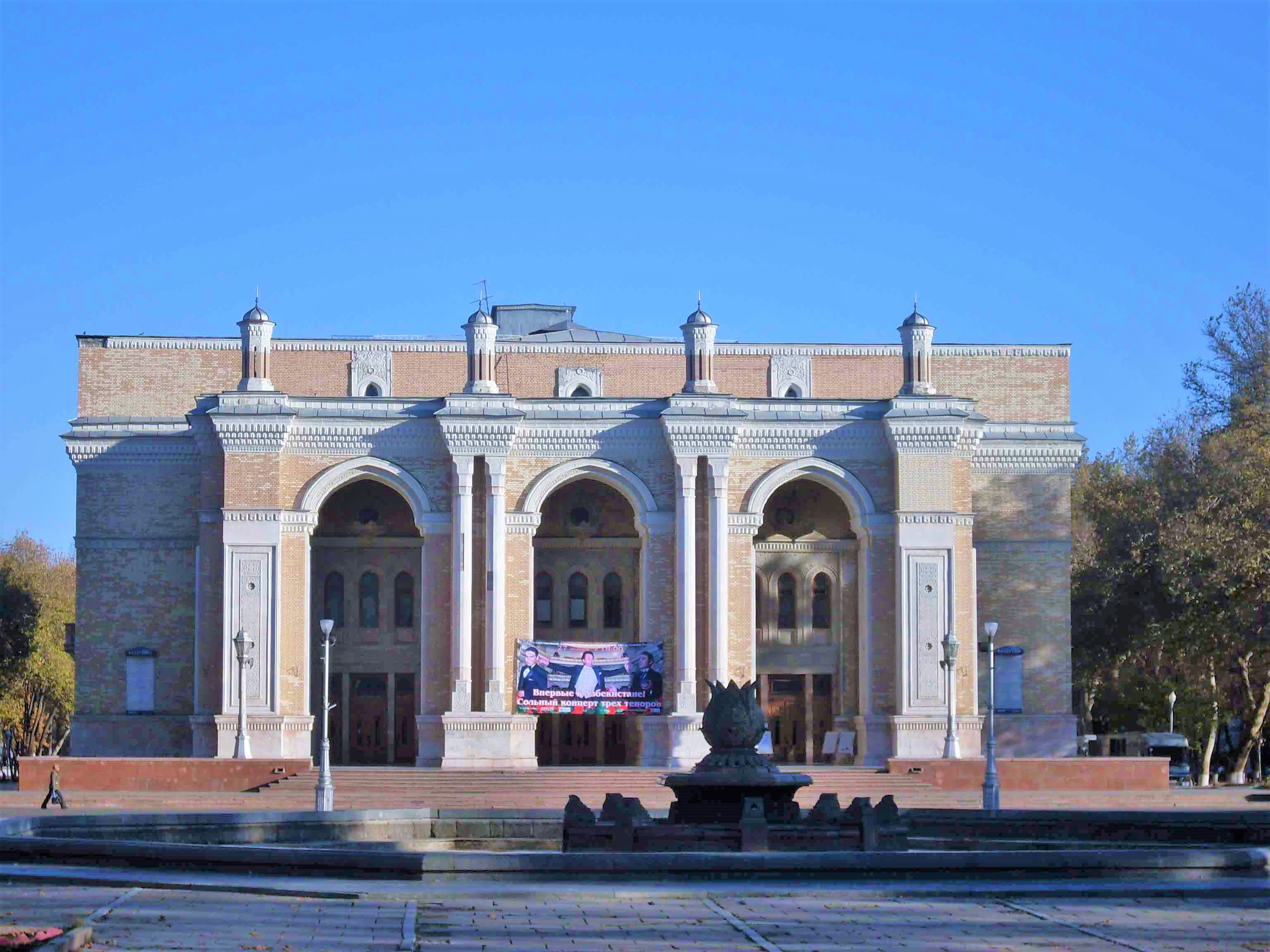
Divadlo
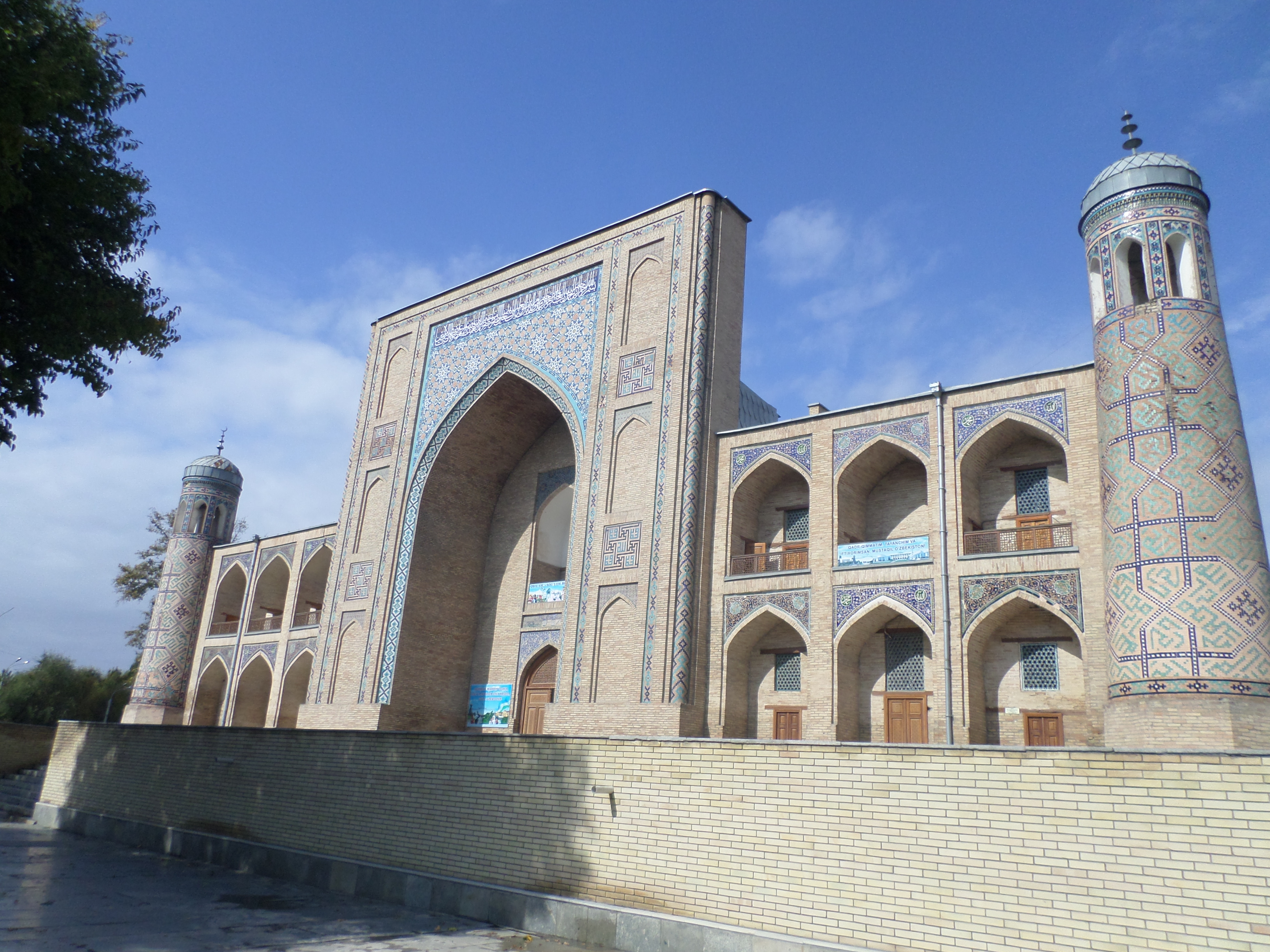
Medresa

## České stopy v Taškentu
Od 29. prosince 1912 do 2. května 2016 jezdily v Taškentu tramvaje. Největší rozkvět zažívala tramvajová doprava v Taškentu v roce 1990, kdy po dodání českých vagónů značky TATRA T6B5 čítala 511 vozů. 20. srpna 2011 dorazily do Taškentu první dvě tramvaje typu Vario LF od české firmy PRAGOIMEX a.s., později bylo dodáno dalších 18 vozů. Dne 2. května 2016 byl ale tramvajový provoz v Taškentu ukončen, čímž završil 115 let dlouhou tramvajovou historii Taškentu. Avšak prezident republiky Šavkat Mirzijojev dne 10. února 2022 během pobytu v Samarkandské oblasti informoval o plánech tramvajovou dopravu v Taškentu opět obnovit.
V roce 1915 vznikl v Taškentu symfonický orchestr řízený dirigentem F. Sedláčkem. Významnou část orchestru tvořili Češi. 
Po roce 1917 byl v Taškentu zorganizován Výbor zahraničních občanů, jehož součástí byli dva Češi – Jindřich Jelínek a Karel Drábek.
Během 1. světové války byl v Taškentu zajatecký tábor a náborová kancelář československých legií.  Bakteriolog a ředitel vojenské nemocnice Aleksej Dmitrijevič Grekov během 1. světové války léčil v Taškentu válečné zajatce, přičemž mnozí z nich byli Češi. V roce 1947 řekl o Češích, že „jich v Taškentu zůstal slušný počet, vzali si Rusky a přijali sovětské občanství. S některými jsem se dobře znal a stále znám.“ Ve svých pamětech vzpomínal na Čecha Antona Anžlovara, který mu z vděčnosti za záchranu života daroval vlastnoručně vyřezanou z ořechu hůl a misku zdobenou biblickým námětem.
Český architekt Jaroslav Haasenkopf se natrvalo přestěhoval do Taškentu. Меzi jeho nejznámější projekty patří projekt ozelenění hlavního náměstí v Taškentu (dnes Náměstí Amira Timura, tehdy Náměstí Revoluce) v letech 1926 až 1932, projekt tzv. komunistického hřbitova v ulici Botkina nebo projekt botanické zahrady v Taškentu.   Jeho dcera O. J. Gaazenkopf, také architekta, byla autorkou návrhu první etapy sídliště bytových domů v taškentské čtvrti Čilanzar, spoluautorkou prvního stacionáře v Taškentu pro dlouhodobě nemocné (tehdy Institutu fyzických metod léčení N. A. Semaško, dnes Republikové specializované vědecké a praktické lékařské centrum pro terapii a léčebnou rehabilitaci)  nebo spoluautorkou projektu víceoborové nemocnice v taškentské čtvrti Dombirobod.
V Taškentském muzeu (dnes Muzeum historie národů Uzbekistánu) pracoval Čech August, který s velkou pečlivostí a svědomitostí popisoval numismatické sbírky. Později se oženil s Ruskou Varvarou a odešel s rodinou do Prahy.
V Taškentu je pochován hudební skladatel František Lejsek (1857–1935), který odešel ze své rodné vlasti a přes 50 let svého tvůrčího života strávil ve Střední Asii. V Uzbekistánu je znám spíše pod uměleckým jménem Václav Vaclovič Lejsek.
Eseje a články o Uzbekistánu psal spisovatel a novinář Julius Fučík, který v Taškentu žil v roce 1930 a pak znovu v letech 1934 až 1936. V roce1982 bylo v domě č. 54, ve kterém žil, dokonce otevřeno Muzeum Julia Fučika a přilehlá ulice, do té doby zvaná Žukovského (dnes Sodiq Azimov kochasi) byla přejmenována na Fučíkovu.
Na Botkinově hřbitově v Taškentu je pochován sovětský horolezec a geograf českého původu, čestný člen Všesovětské geografické společnosti a Zasloužilý mistr sportu SSSR Vladimir Racek (1918–1980), který je považován za zakladatele vysokohorské turistiky ve Střední Asii. Jeho otec Josef Racek byl Čech, který pracoval původně v Rusku u hraběte Bobrinského na břehu řeky Volhy nedaleko Uljanovska. Tam se oženil s místní dívkou, se kterou měl dva syny Jurije a Vladimira. Na konci 20. let 20. století se celá rodina přestěhovala do Kyrgyzstánu, později do Uzbekistánu.
Před rokem 1993 sídlila v Taškentu pobočka československého velvyslanectví v Moskvě. Byla vůbec prvním zahraničním zastoupením v tehdy ještě Uzbecké sovětské socialistické republice a současně i prvním českým zastupitelským úřadem pro všech 5 středoasijských republik. Byla otevřena a akreditována ve 2. polovině roku 1990. V rámci pobočky byli postupně akreditováni zástupci podniků ZŤS Detva, Motokov, Centrotex, Elitex, postupně přicházeli představitelé dalších podniků (Sigma, Barum, ČKD, Marc CZ, TICO-Car atd). Pobočka sídlila na tehdejší ulici Lenina, dnes Šarafa Rašidova, naproti kavárny Golubye kupola. Později se přemístila na ulici Navoi, zhruba proti stadionu.

## Slavní rodáci
- Viktor Brjuchanov (1935–2021), manažer výstavby Černobylské jaderné elektrárny Vladimíra Iljiče Lenina a její ředitel v letech 1970 až 1986
- Boris Naděždin (* 1963) – ruský politik
- Džamolidin Abdužaparov (* 1964), bývalý uzbecký závodník v silniční cyklistice
- Alina Kabajevová (* 1983), ruská politička a bývalá moderní gymnastka, olympijská vítězka z LOH 2004
- Akgul Amanmuradovová (* 1984), uzbecká profesionální tenistka
- Varvara Lepčenková (* 1986), uzbecko-americká profesionální tenistka
- Rita Volk (* 1990) – herečka a modelka
- Bekzod Abdurahmonov (* 1990), uzbecký zápasník-volnostylař, bronzový medailista z LOH 2020

## Partnerská města
- Ankara, Turecko (2004)
- Astana, Kazachstán
- Ašchabad, Turkmenistán (2017)
- Berlín, Německo (1996)
- Dnipro, Ukrajina (1998)
- Istanbul, Turecko
- Karáčí, Pákistán
- Kortrijk, Belgie (1989)
- Seattle, Spojené státy americké (1973)
- Šanghaj, Čína (1994)